# Fator de atrito
O fator de atrito ou coeficiente de resistência de Darcy-Weisbach, algumas vezes citado como fator de fricção (f) é um parâmetro adimensional que é utilizado para calcular a perda de carga em uma tubulação devida ao atrito.
O cálculo do fator de atrito e a influência de dois parâmetros (número de Reynolds Re e rugosidade relativa εr) depende do regime de fluxo.
a) Para regime laminar (Re < 2000) o fator de atrito é calculado como:
{\displaystyle \ f_{\rm {laminar}}={\frac {64}{\rm {Re}}}}
Em regime laminar, o fator de fricção é independente da rugosidade relativa e depende unicamente do número de Reynolds
{\displaystyle \ f_{\rm {laminar}}=f(Re)}
b) Para regime turbulento (Re > 4000) o fator de atrito é calculado em função do tipo de regime.
b1) Para regime turbulento liso, se utiliza a 1ª equação de Karmann-Prandtl:
{\displaystyle \ f_{\rm {turbulento~liso}}\Rightarrow {\frac {1}{\rm {\sqrt {f}}}}=-2.log({\frac {2,51}{Re.{\sqrt {f}}}})}
Em regime turbulento liso, o fator de atrito é independente da rugosidade relativa e depende unicamente do número de Reynolds
{\displaystyle \ f_{\rm {turbulento~liso}}=f(Re)}
b2) Para regime turbulento intermediário se utiliza a equação de Colebrook simplificada, mais conhecida como equação de Haaland:
{\displaystyle \ f_{\rm {turbulento~intermediario}}\Rightarrow {\frac {1}{\rm {\sqrt {f}}}}=-1,8.log[{\frac {6,9}{Re}}+({\frac {\varepsilon _{r}}{3,7}})^{1,11}]}
Em regime turbulento intermediário, o fator de atrito depende da rugosidade relativa e do número de Reynolds
{\displaystyle \ f_{\rm {turbulento~intermediario}}=f(Re,\varepsilon _{r})}
b3) Para regime turbulento rugoso se utiliza a 2ª equação de Karmann-Prandtl:
{\displaystyle \ f_{\rm {turbulento~rugoso}}\Rightarrow {\frac {1}{\rm {\sqrt {f}}}}=-2.log({\frac {\varepsilon _{r}}{3,7}})}
Em regime turbulento rugoso, o fator de atrito depende somente da rugosidade relativa:
{\displaystyle \ f_{\rm {turbulento~rugoso}}=f(\varepsilon _{r})}
Alternativamente ao anterior, o coeficiente de atrito pode ser determinado de forma gráfica mediante o diagrama de Moody. Tanto entrando-se com o número de Reynolds (regime laminar) quanto com o número de Reynolds e a rugosidade relativa (regime turbulento).
b4) Para regime turbulento rugoso também é possivel utilizar a equação de Colebrook-White que descreve o diagrama de Moody. De maneira comum esta equação é resolvida de maneiro recursiva, pois o coeficiente de atrito não pode ser isolado de um lado da equação.  
{\displaystyle \ f_{\rm {turbulento~rugoso}}\Rightarrow {\frac {1}{\sqrt {f}}}=-2\log _{10}\left({\frac {\varepsilon _{r}}{3,7D}}+{\frac {2,51}{R_{e}{\sqrt {f}}}}\right)}
Uma vez conhecido o coeficiente de atrito pode-se calcular a perda de carga em uma tubulação devida ao atrito mediante a equação de Darcy-Weisbach :
{\displaystyle \ h=f.{\frac {L}{D}}.{\frac {{v}^{2}}{2g}}}

## Tabela resumo
| Regime                   | Nº de Re | Coeficiente de atrito f | Dependência                                                                 |
| ------------------------ | -------- | --- | --------------------------------------------------------------------------- |
| Laminar                  | < 2000   | {\displaystyle \ f_{\rm {laminar}}={\frac {64}{\rm {Re}}}} | {\displaystyle \ f_{\rm {laminar}}=f(Re)}                                   |
| Turbulento liso          | > 4000   | {\displaystyle \ f_{\rm {turbulento~liso}}\Rightarrow {\frac {1}{\rm {\sqrt {f}}}}=-2.log({\frac {2,51}{Re.{\sqrt {f}}}})} | {\displaystyle \ f_{\rm {turbulento~liso}}=f(Re)}                           |
| Turbulento intermediário | > 4000   | {\displaystyle \ f_{\rm {turbulento~intermediario}}\Rightarrow {\frac {1}{\rm {\sqrt {f}}}}=-1,8.log[{\frac {6,9}{Re}}+({\frac {\varepsilon _{r}}{3,7}})^{1,11}]}                                                                                                  | {\displaystyle \ f_{\rm {turbulento~intermediario}}=f(Re,\varepsilon _{r})} |
| Turbulento rugoso        | > 4000   | {\displaystyle \ f_{\rm {turbulento~rugoso}}\Rightarrow {\frac {1}{\rm {\sqrt {f}}}}=-2.log({\frac {\varepsilon _{r}}{3,7}})} ou {\displaystyle {\frac {1}{\sqrt {f}}}=-2\log _{10}\left({\frac {\varepsilon _{r}}{3,7D}}+{\frac {2,51}{R_{e}{\sqrt {f}}}}\right)} | {\displaystyle \ f_{\rm {turbulento~rugoso}}=f(\varepsilon _{r})}           |